# Тайлія Зіммер
Тайлія Зіммер (англ. Tayliah Zimmer, 24 травня 1985) — австралійська плавчиня.
Призерка Чемпіонату світу з водних видів спорту 2007 року.
Чемпіонка світу з плавання на короткій воді 2006 року, призерка 2004 року.
Призерка Ігор Співдружності 2006 року.